# Communauté de communes du Pays Gencéen
Die Communauté de communes du Pays Gencéen ist ein ehemaliger französischer Gemeindeverband mit der Rechtsform einer Communauté de communes im Département Vienne in der Region Nouvelle-Aquitaine. Sie wurde am 24. Dezember 1996 gegründet und umfasste neun Gemeinden. Der Verwaltungssitz befand sich im Ort Gençay.

## Historische Entwicklung
Mit Wirkung vom 1. Januar 2017 fusionierte der Gemeindeverband mit
- Communauté de communes des Pays Civraisien et Charlois sowie
- Communauté de communes de la Région de Couhé

und bildete so die Nachfolgeorganisation Communauté de communes du Civraisien en Poitou.

## Ehemalige Mitgliedsgemeinden
1. Brion
2. Champagné-Saint-Hilaire
3. Château-Garnier
4. La Ferrière-Airoux
5. Gençay
6. Magné
7. Saint-Maurice-la-Clouère
8. Saint-Secondin
9. Sommières-du-Clain